# 衣索比亞狼
衣索比亞狼，又名埃塞狼、阿北西尼亞胡狼或西門豺，是非洲特有的一種犬屬。由於过去在分類上的不明，故曾以「狼」或「豺」來命名，但近年相信牠們應該是灰狼的親屬。牠們分佈在衣索匹亞海拔3000米以上的非洲高山地區，是生態系統中的頂尖掠食者。牠們是犬屬中最為瀕危的，只餘下7個群落共約550隻。最大的群落位於衣索匹亞南部的貝爾山，另外的群落則在北部瑟門山（Semien Mountains）及其他地區。1990年在貝爾山國家公園爆發的狂犬病在兩星期內就令牠們的數量由440隻減少至160隻。

## 分類及演化
最初的分子研究顯示衣索比亞狼是灰狼的後裔。較近期的研究卻顯示情況未必是這樣：雖然牠們是狼的近親，但有可能早於300-400萬年前就已經分支出來。

## 特徵

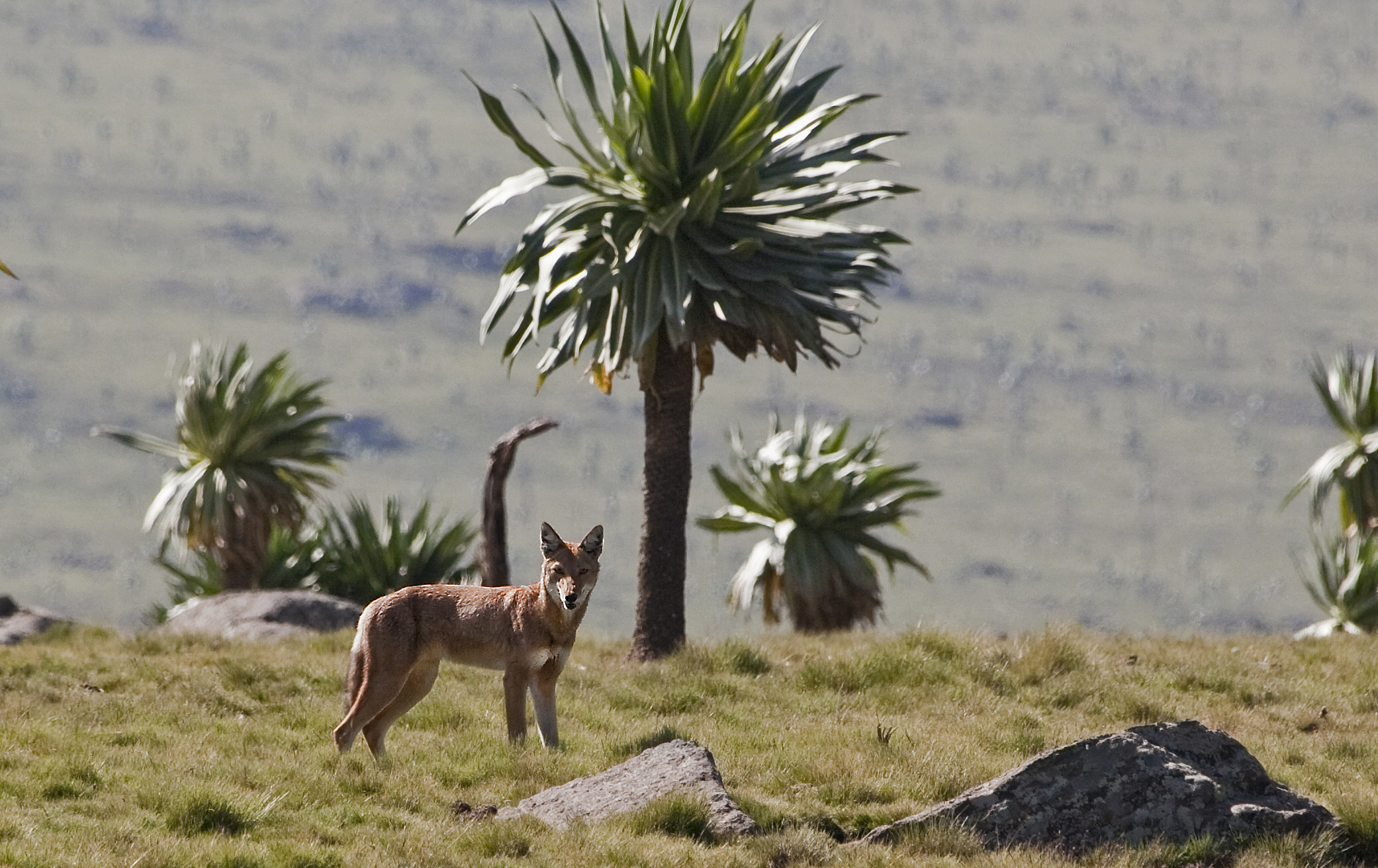
在瑟門山上的衣索比亞狼。

衣索比亞狼中等體型，外觀像郊狼。牠們重11-19公斤，公狼比雌狼大約20%。頭顱骨扁平，顱蓋骨呈圓柱狀。冠狀脊成直線，枕間骨稍稍突出。牙齒細小及疏落，適合牠們大量吃齧齒目的食性。齒式為3/3-1/1-4/4-2/3，有時沒有後臼齒。犬齒尖利，平均長19毫米。耳朵尖闊，耳廓很厚。前肢有5趾，後肢有4趾。
衣索比亞狼的面部、耳朵及背部呈赭黃色至銹紅色，腹部呈白色至淡薑色。面頰上有白色小點，眼下有彎月狀的斑紋。隨著年紀及社會地位的增長，其紅白色的對比越為明顯。雌狼較為淡色。尾巴上有赤色的短紋，末端呈黑色。牠們有短的針毛及厚的絨毛，可以抵受低至-15℃的氣溫。

## 社交行為
衣索比亞狼雖然主要是獨自覓食的，但會成群的生活及保護地盤。這與一般為了覓食而聚居的食肉目有所不同。在偏遠的地方，牠們的群落平均有6隻成年，1-6隻幼狼及1-13隻小狼。一般而言，群落都是由同一家族的公狼組成，性別比例為每2.6隻公狼就有1隻雌狼。
在繁殖季節期間，群落之間的交往會變得頻繁，且十分接近其巢穴。繁殖季節過後，群落之間會彼此防衛，並會在打鬥時不時吠叫。
公狼不會離開原有的群落，雌狼則會在2歲大時離開及加入其他群落。

## 繁殖
雌性的領袖在群落內只會跟公狼領袖交配，但卻與其他群落的任何公狼也可以交配。接近70%的交配都是涉及群落以外的公狼。所有群落內的成員都會協助照顧小狼，其他雌狼有時也會協助餵乳。雌狼一年只會生育一次，每次生2-6隻小狼，妊娠期為2個月。雌狼會在巢穴內生育。巢穴是往往是在岩石下或是在石縫間的地上挖掘的。牠們會定時將小狼遷往其他巢穴，最遠可達1300米以外的地方。

## 食性
衣索比亞狼幾乎衹吃日間出沒的齧齒目。96%的獵物都是當地的大頭速掘鼠，其次是東非鼴鼠。其他的獵物包括黑刺剛毛鼠、布氏壟鼠、多種非洲沼鼠屬、斑剛毛鼠、幼鳥、衣索比亞野兔、蹄兔、幼生灰小羚羊、山葦羚及山地羚。牠們有時也會吃莎草科的葉子來幫助消化。

## 亞種
現時已確認有兩個衣索比亞狼的亞種：
- C. s. simensis：分佈在裂谷的西北邊，鼻骨較短。
- C. s. citernii：分佈在裂谷的東南邊，毛皮較紅。

## 外部連結
- ARKive
- Ethiopian Wolf Conservation Programme (EWCP) （页面存档备份，存于）
- WildCRU - University of Oxford
- Born Free Foundation